# Niphona lumawigi
Niphona lumawigi är en skalbaggsart som beskrevs av Stefan von Breuning 1980. Niphona lumawigi ingår i släktet Niphona och familjen långhorningar.
Artens utbredningsområde är Filippinerna. Inga underarter finns listade i Catalogue of Life.